# V–1

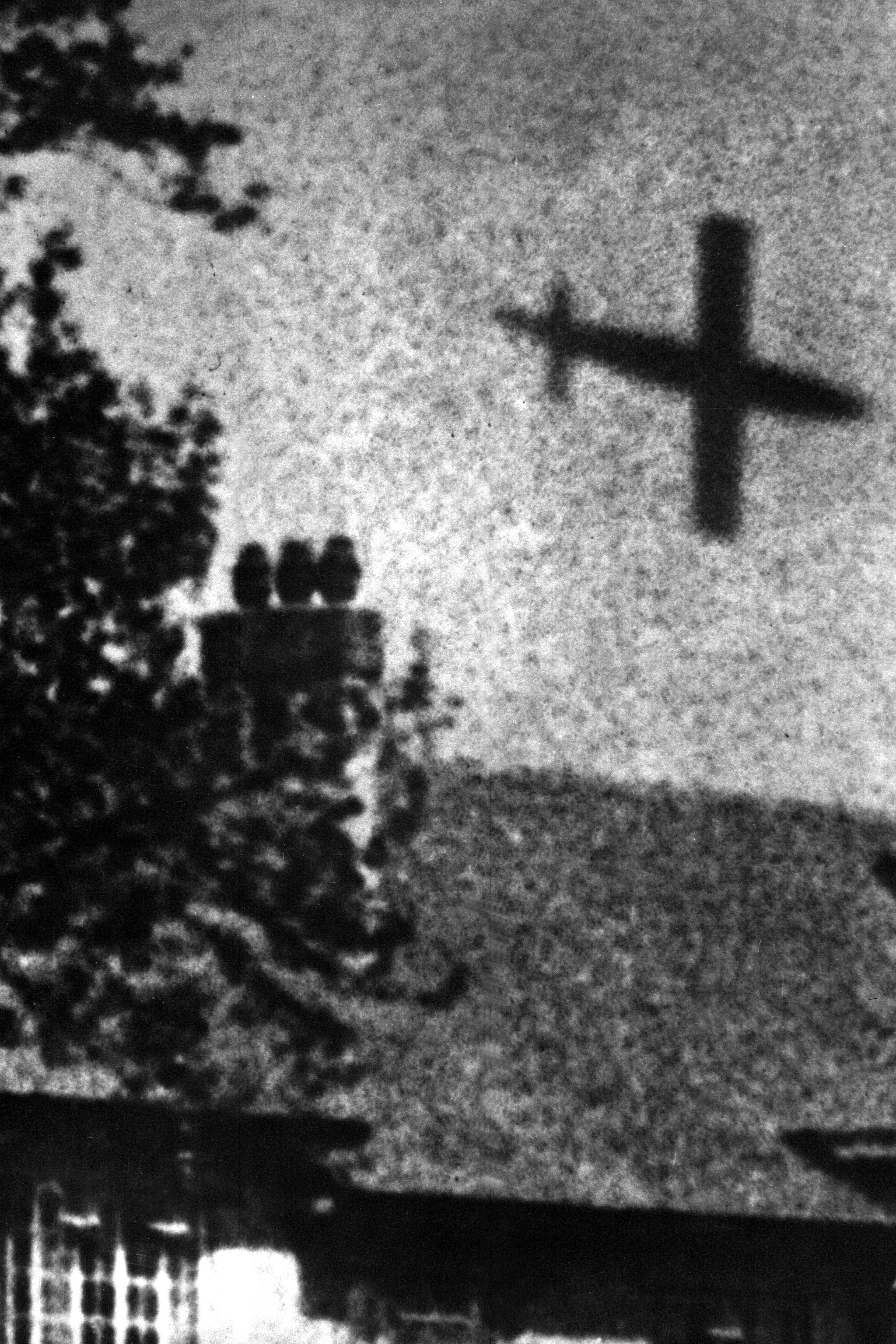
V–1 London felett

A V–1 (Vergeltungswaffe–1, magyarul: megtorlófegyver–1), gyári típusjelzéssel Fieseler Fi 103 a második világháborúban kifejlesztett, lüktető sugárhajtóművel felszerelt német, pilóta nélküli repülőeszköz volt, ami a mai robotrepülőgépek elődjének tekinthető. Elsődleges feladata a dél-angliai, főként londoni területek rombolása volt, melyet irányba állított indítósáncról való kilövéssel értek el, majd a levegőben egy pörgettyűs iránytűvel stabilizált robotpilótával módosította a repülési paramétereket.

## Története

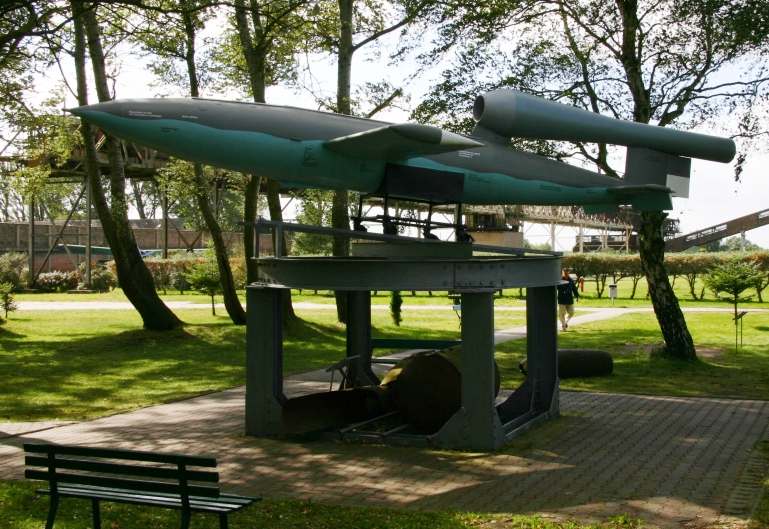
V–1 Peenemündében

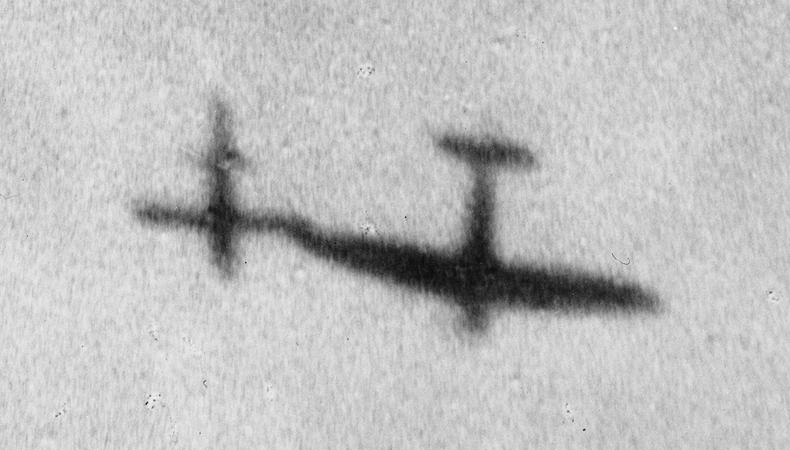
Spitfire vadászrepülőgép szárnyának törővégével megbillenti a V–1-et, ezzel a tervezett pályájától eltéríti

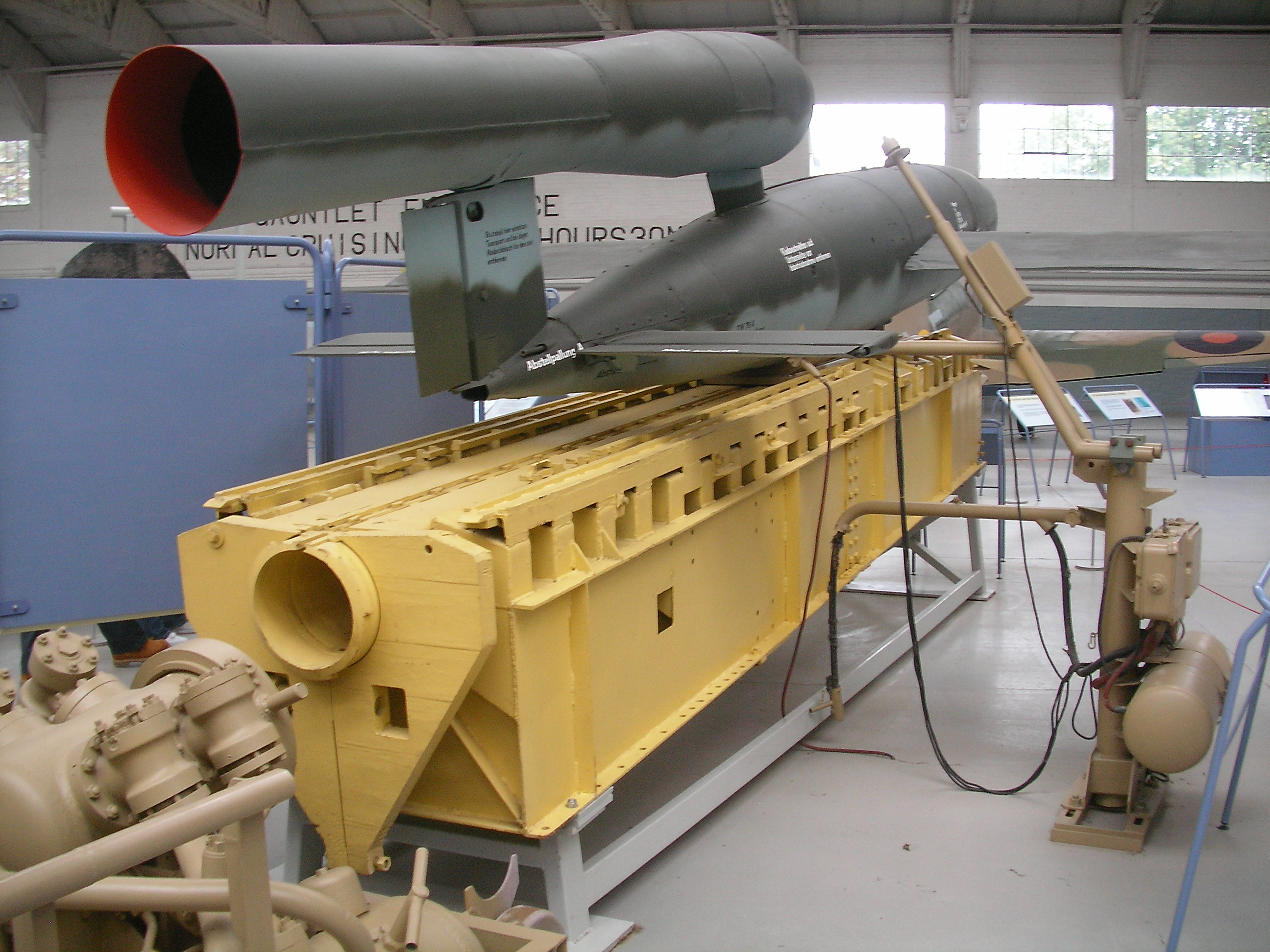
V–1 az indítósínen

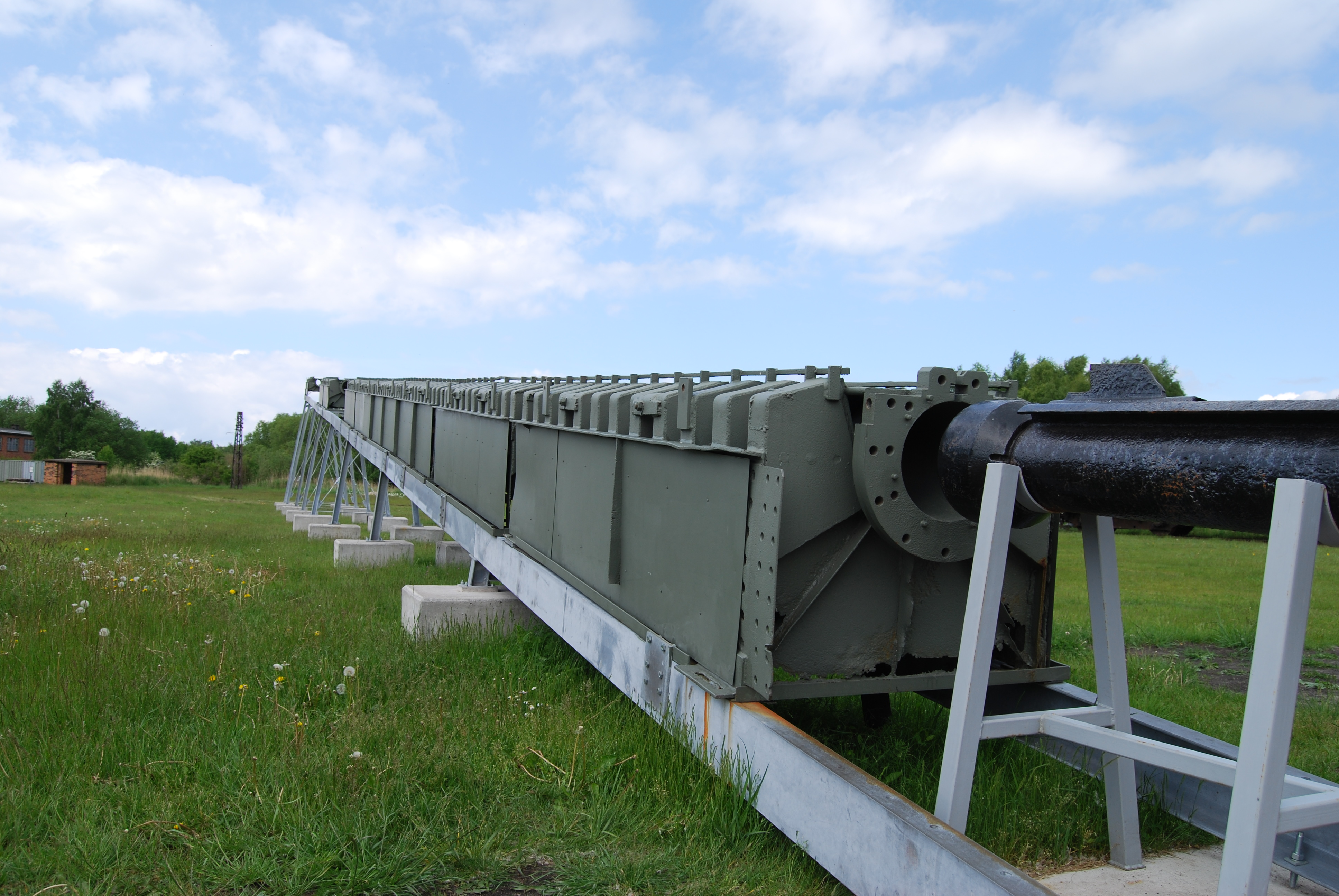
A V1 indítórámpája

Kezdetben Flakzielgerät 76-nak (FZG 76) nevezték a berendezést. A berepülések során sok probléma jelentkezett. Ezeket csak úgy tudták a németek fölszámolni, hogy önkéntes berepülőpilótákat alkalmaztak. A hiba okára Hanna Reitschnak sikerült rájönnie, az előző három berepülőpilóta meghalt. Gyártási nehézségek is adódtak. Az első sikeres kísérletre 1942 végén került sor. A brit hírszerzés és felderítés sok adatot szolgáltatott a fegyverről, ennek következtében több súlyos légitámadás is érte Peenemündét.

## Az ellenállók szerepe
Dániai ügynökök fényképeket küldtek a fegyverről és az irányítóberendezésekről, Lengyelországból pedig elküldték egy felrobbant és szétszerelt V–1 darabjait. A francia vezérkar védelmi kutatással foglalkozó két zsidó tagja (dr. Alfred Eskenazi és André Heilbronner professzorok), vállalva a kockázatot, Párizsban a helyszínen maradt és jelentette a kilövések helyét. Szükség volt egy sértetlen robotrepülőre. A lengyel Honi Hadsereg (lengyelül: Armia Krajowa) felderítőinek sikerült adatokat gyűjteni a V-1-ről és gyártási helyéről, bár az angolok kezdetben elég kétkedve fogadták az információkat. Bizonyos verziók szerint egy pályájáról letért és a Bug mocsarába csapódott V–1-et sikerült kiásni, és egy angol DC–3-as repülőgépen Londonba szállítani. A francia ellenállás tagjai adatokat szolgáltattak a kilövések helyéről, a kilövőrámpákról, ezeket az angolok légi felderítése is megfigyelte. 
A német kettős ügynökök hamis adatokat szolgáltattak a becsapódások helyszínéről, így a németek fokozatosan korrigálva az irányt, egyre keletebbre helyezték a becsapódást Londontól.

## Harci alkalmazása
Harci alkalmazását többször elhalasztották, de a normandiai partraszállás után már nem várhattak a németek a "csodafegyver" bevetésével. Hitler megtorlásul London ellen vetette be a „csodafegyvert”, nem a (logikusabb) partraszálló erők ellen. 1944 nyarán sorozatosan hatórás szárnyasbomba- és rakéta-össztüzeket zúdítottak Londonra. Egy-egy ilyen periódus során 672-840 szárnyas bomba csapódott be a brit fővárosban. A német egységek parancsnoka - Ulrich Wachtel - nem tudhatta, hogy az amerikaiak kifejlesztették az első hatásos repülőgép-elhárító radarrendszert. Az SCR 584 összekapcsolta a radart a célkövető berendezéssel és a légvédelmi ágyúval. A britek többféle ellenszert is alkalmaztak a főleg London ellen irányuló támadásokkal szemben. A léggömbzárak, a partközelbe telepített légvédelem és az annak háta mögött tevékenykedő vadászok is sok V–1-est semmisítettek meg. Módszert dolgoztak ki a Királyi Légierő számára a V–1 robotrepülők elfogó-vadászgéppel történő kibillentésére. Több támadás érte a rögzített kilövőállásokat is. A németek próbálkoztak a He 111-es bombázókról való indítással is, de ez sokat rontott az amúgy sem jó találati pontosságon. A fegyvernek inkább lélektani hatása volt. A kiszámíthatatlan becsapódások több emberéletet követeltek. A háború későbbi szakaszában Antwerpen és Liège ellen vetettek be V–1-eseket, ezek egy részét a szövetséges légvédelem megsemmisítette.

## Háború utáni utóélete
A második világháború végén a megszállt Németországban mind az Egyesült Államok, mind a Szovjetunió több V–1-re tett szert, amelyeket kísérletek céljára hazaszállítottak. Az Egyesült Államokban már négy hónappal a fegyver bevetését követően a Nagy-Britanniában zsákmányolt lezuhant V–1 alapján megépítették a JB–2 Doodle Bug robotrepülőgépet, amelynek sárkányszerkezetét a Republic Aviation, a lüktető sugárhajtóművét a Ford Aerospace készítette. Tervezték a JB–2 bevetését egy Japán elleni invázió előkészítésekor, és felmerült az atomtöltet alkalmazásának az ötlete is. A fegyvert azonban harci körülmények között az Egyesült Államok nem vetette be. A JB–2-t a háború után tovább tökéletesítették a Németországból szerzett ép V–1-k alapján. A JB–2 bázisán kifejlesztették a KGW–1 Loon robotrepülőgépet, amelyet a tengeralattjáróról történő indítás kísérleteire használtak fel. A V–1 alapján épített amerikai fegyvereket harci körülmények között ugyan nem használták, mégis értékes tapasztalatokkal szolgáltak a későbbi amerikai robotrepülőgépek fejlesztéséhez.

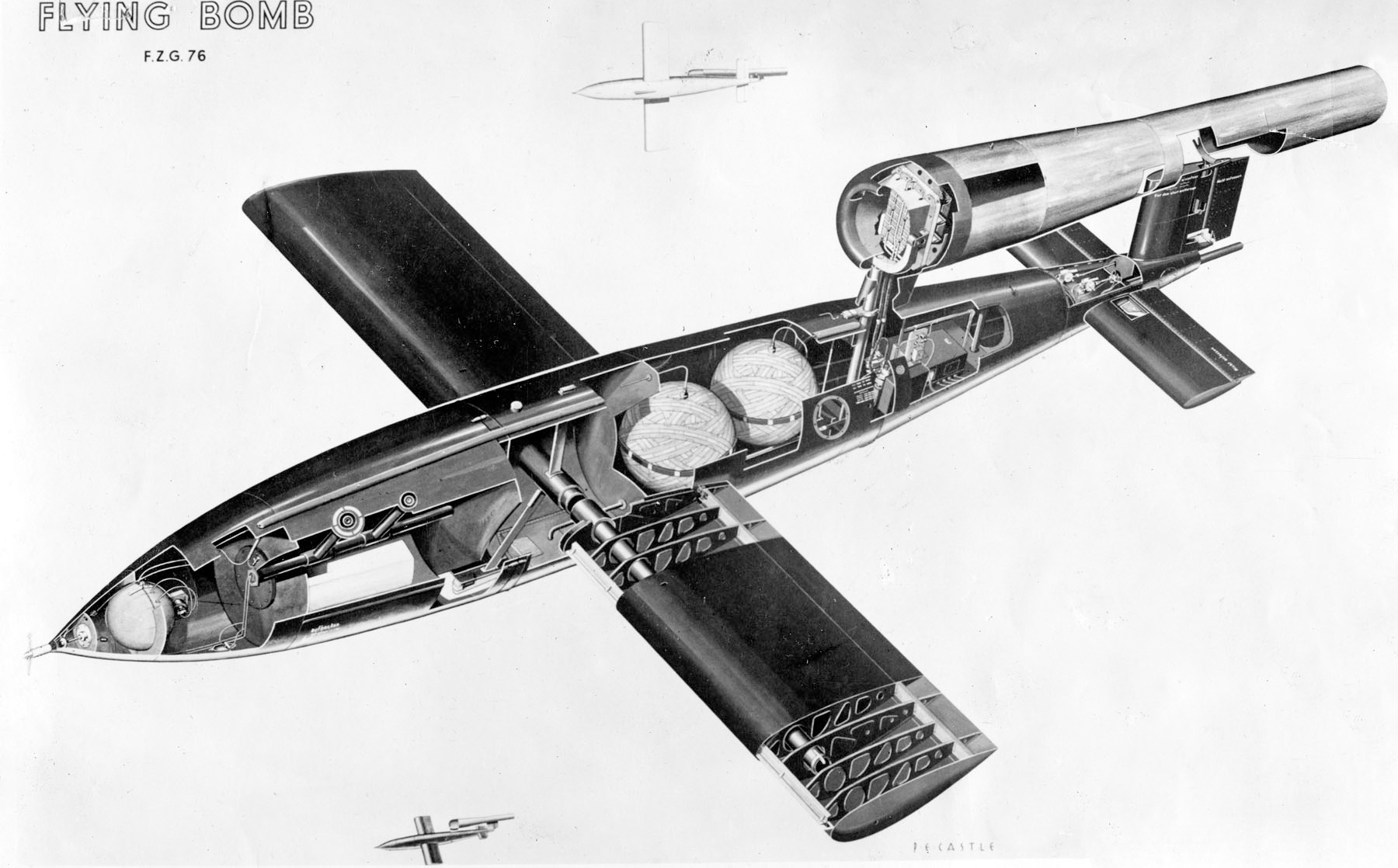
A V-1 belső szerkezete részben feltárva

A Fieseler Fi 103

## Műszaki jellemzői
A 2160 kg tömegű fegyver 848 kg AMATOL robbanótöltetet hordozott.

### Méretek
A V–1-es hossza 7,74 m, a fesztávolsága 5,71 m volt.

### Hajtómű
Egy Argus As 014 lüktető sugárhajtómű hajtotta meg 2,9 kN tolóerővel, mellyel 576 km/h sebességet ért el.

### Utazómagasság
kb. 900 m

### Hatótávolság
322 km